# Liste der Nationalkomitees bei der Akademie der Wissenschaften der DDR
- Nationalkomitee für Mathematik, Mechanik und Informationsverarbeitung – Vorsitzender: Ordentliches Mitglied Lothar Budach
- Komitee für Angewandte Systemanalyse – Vorsitzender: Ordentliches Mitglied Wolfgang Schirmer
- Nationalkomitee für Physik – Vorsitzender: Ordentliches Mitglied Karl-Friedrich Alexander
- Nationalkomitee für Radiophysik und Radiotechnik – Vorsitzender: Christian Ulrich Wagner und Dieter Felske
- Nationalkomitee für Kristallographie – Vorsitzender: Hermann Neels
- Nationalkomitee für Chemie – Vorsitzender: Ordentliches Mitglied Siegfried Nowak
- Nationalkomitee für Biowissenschaften – Vorsitzender: Ordentliches Mitglied Klaus Schreiber
- Nationalkomitee für Geodäsie und Geophysik – Vorsitzender: Eckhart Hurtig
- Nationalkomitee für Astronomie – Vorsitzender: Gerhard Ruben
- Nationalkomitee für Geographie und Kartographie der DDR – Vorsitzender: Fritz Hönsch
- Nationalkomitee für Geologische Wissenschaften – Vorsitzender: Karl-Bernhard Jubitz
- Nationalkomitee für das Wissenschaftliche Komitee für Umweltprobleme (SCOPE) – Vorsitzender: Heinz Kroske
- Nationalkomitee für das Komitee für Daten in Wissenschaft und Technologie (CODATA) – Vorsitzender: Dieter Lempe
- Nationalkomitee für Philosophie und Geschichte der Wissenschaften – Vorsitzender: Korrespondierendes Mitglied Günter Kröber
- Nationalkomitee der Historiker der DDR – Vorsitzender: Ordentliches Mitglied Joachim Herrmann
- Nationalkomitee der Wirtschaftshistoriker der DDR – Vorsitzender: Korrespondierendes Mitglied Helga Nussbaum
- Nationalkomitee für Südosteuropäische Studien – Vorsitzender: Ordentliches Mitglied Werner Bahner
- Nationalkomitee für Literaturwissenschaft – Vorsitzender: Ordentliches Mitglied Rita Schober
- Nationalkomitee für Sprachwissenschaft – Vorsitzender: Ordentliches Mitglied Werner Bahner
- Nationalkomitee für Slawisten – Vorsitzender: Harri Jünger
- Nationalkomitee für Politische Wissenschaften – Vorsitzender: Korrespondierendes Mitglied Karl-Heinz Röder
- Nationalkomitee für Soziologische Forschung – Vorsitzender: Rudi Weidig
- Nationalkomitee für Wirtschaftswissenschaften – Vorsitzender: Ordentliches Mitglied Wolfgang Heinrichs[1]